# Замка (шах)
Замка у шаху се односи на покушај да се путем комбинације противник намами на наставак који за њега изгледа повољно, док је крајњи исход обрнут. Притом, играч рачуна с непажњом или са погрешном проценом противника. Замке могу бити веома једноставне али и веома скривене и сложене. Што је опасност дубље скривена, то је већа могућност да се њоме зада одлучујући ударац и најјачем противнику.